# Paul Radin
Paul Radin (Łódź, 2 d'abril de 1883 – Nova York, 21 de febrer de 1959) fou un antropòleg estatunidenc d'origen polonès. Va ser alumne de Franz Boas a la Universitat de Colúmbia, i hi estudià amb Edward Sapir i Robert Lowie entre d'altres. Va començar els seus estudis de camp amb els indis winnebago el 1908.

## Obres
Les seves obres són nombroses, però la més cèlebre és The Trickster (1956). Relacionat amb aquest tema també va coescriure Le Fripon divin: un mythe indien, que comprèn textos dels precursors de la mitologia grega de l'universitari Karl Kerényi i anàlisis del psicoanalista Carl Gustav Jung. Altres obres són:
- 1915 The Winnebago Tribe (reedició de 1990 de la University of Nebraska Press ISBN 0-8032-5710-4)
- 1927 Primitive Man As Philosopher (amb una introducció de John Dewey)
- 1934 The Racial Myth
- 1953 The World of Primitive Man
- 1956 The Trickster: A Study in Native American Mythology ISBN 978-0-8052-0351-6
- 1958 "Le Fripon divin: un mythe indien ", obra col·lectiva de Carl Gustav Jung, Paul Radin i Kerényi, editat per Librairie de l'Université, Georg et Cie.
- Tro Ressonant: L'autobiografia d'un indi americà.  Tarragona: Publicacions URV, 2012 (Antropologia Mèdica; 6). ISBN 9788484242109. «traducció al català»